# Национални нафтни комитет Србије
Национални нафтни комитет Србије (ННКС) је непрофитабилно удружење нафтне и гасне привреде Србије.
Национални Нафтни комитет Србије као чланица Светског нафтог савета (WPC) је невладино струковно и непрофитабилно удружење компанија, стручних асоцијација и појединачних чланова, а основни циљеви су заступање нафтне и гасне привреде у WPC-у и другим међународним институцијама и организацијама, затим одрживи развој и унапређење нафтне и гасне привреде Србије, њихово промовисање и интегрисање у региону, активан допринос стварању трајних, стабилних услова производње и потрошње деривата нафте и гаса, промоција и размена најновијих научних и техничко-технолошких достигнућа у области нафтне и гасне привреде, као и сарадња са осталим међународним и домаћим институцијама и сличним организацијама.
Чланице Националног нафтног комитета Србије су Привредна комора Србије, универзитети у Београду и Новом Саду, НИС, "Лукоил Србија" стручна асоцијација СНАГА, Удружење нафтних компанија Србије, ЈП Транснафта, ЈП Србијагас и други.
Национални нафтни комитет Србије основан је 3. марта 2011. године.